# 양종묘
양종묘(중국어: 楊宗妙, 1019년 - 1073년)는 북송 인종의 후궁이다. 상국공주의 생모이며, 정도(定陶) 사람이다. 시위 양충의 딸이다.

## 생애
양씨는 장헌황후와 친족관계라는 이유로 입궁했다. 처음에는 원무군군(原武郡君)에 봉해졌으나, 바로 미인(美人)으로 봉해졌다. 미인 양씨는 자색이 아름답고 기민하며, 음률에 능통하고 영접에 능했다. 송 인종은 그녀의 아버지에게 벼슬을 내리려고 했으나, "외관께서 노고를 치하하여 귀한 것을 얻으시고, 오늘 은택으로 행차하시니, 좌우를 알현할 길이 없을까 두렵다"고 사양하였다. 송 인종은 기뻐하며 숙의전으로 거처를 옮기고, 할아버지에게 귀주자사를 추증하고. 숙부와 동생 등 5명에게 벼슬을 봉상하였다. 그 후, 그녀와 미인 상씨는 모두 총애를 받아 황후 곽씨와 사이가 나빠졌다.
명도 2년 (1033년), 황후 곽씨가 미인 상씨와 총애를 다투자, 황후 곽씨가 직접 권유를 온 인종을 때려, 황후는 폐위되었고, 그녀와 미인 상씨도 궁에서 추방되었다. 이듬해 (경우 원년), 양씨는 출가하였고, 종묘(宗妙)라는 이름을 받아, 요화궁에 기거하였다.
인종은 옛정을 잊지않고, 이듬해 다시 그녀를 불러 미인으로 봉했다. 훗날, 미인 양씨는 딸 상국공주를 낳았다. 황우 2년 (1050년) 10월, 첩여(婕妤)에 봉해졌다. 송 인종이 죽고 가우 8년 (1063년) 3월, 새 황제 송 영종은 그녀를 정2품 빈의 하나인 수의(修儀)로 존봉했다. 희녕 5년 (1072년) 12월에 54세의 나이로 사망하여 현비(賢妃)로 추증되었다. 원부 3년 4월에 덕비(德妃)로 추증되었다.

## 참고사료
- 《송사(宋史)》 열전 제1